# Matildit
Matildit ist ein eher selten vorkommendes Mineral aus der Mineralklasse der „Sulfide und Sulfosalze“. Es kristallisiert im hexagonalen Kristallsystem mit der Zusammensetzung AgBiS2, ist also chemisch gesehen ein Silber-Bismut-Sulfid.
Die selten gut ausgebildeten Kristalle sind prismatisch mit eisengrauem, metallischem Glanz. Meist tritt Matildit in derben, körnigen Massen oder fein in Gestein verteilt auf. Charakteristisch sind enge Verwachsungen mit Galenit, die gelegentlich Texturen ähnlich der Widmanstätten-Struktur bilden.

## Etymologie und Geschichte
Erstmals entdeckt wurde Matildit in der Matilda-Mine nahe Morococha in Peru und beschrieben 1883 von Antonio D’Achiardi (1839–1902), der das Mineral nach seiner Typlokalität benannte.

## Klassifikation
Bereits in der mittlerweile veralteten, aber noch gebräuchlichen 8. Auflage der Mineralsystematik nach Strunz gehörte Matildit zur Mineralklasse der „Sulfide und Sulfosalze“ und dort zur Abteilung der „Sulfide mit dem Stoffmengenverhältnis Metall : Schwefel, Selen, Tellur = 1 : 1“, wo er zusammen mit Aramayoit, Baumstarkit, Miargyrit, Schapbachit und Volynskit die Miargyrit-Schapbachit-Gruppe mit der System-Nr. II/B.12 bildete.
Die seit 2001 gültige und von der International Mineralogical Association (IMA) verwendete 9. Auflage der Strunz’schen Mineralsystematik ordnet den Matildit ebenfalls in die Klasse der „Sulfide und Sulfosalze“ und dort in die Abteilung der „Metallsulfide, M : S = 1 : 1 (und ähnliche)“ ein. Diese Abteilung ist allerdings weiter unterteilt nach den in der Verbindung vorherrschenden Metallen, so dass das Mineral entsprechend seiner Zusammensetzung in der Unterabteilung „mit Zinn (Sn), Blei (Pb), Quecksilber (Hg) usw.“ zu finden ist, wo es zusammen mit Bohdanowiczit und Volynskit die „Matildit-Gruppe“ mit der System-Nr. 2.JA.20 bildet.
Auch die vorwiegend im englischen Sprachraum gebräuchliche Systematik der Minerale nach Dana ordnet den Matildit in die Klasse der „Sulfide und Sulfosalze“ und dort in die Abteilung der „Sulfosalze“ ein. Hier ist er zusammen mit Bohdanowiczit, Volynskit und Zlatogorit in der „Matildit-Gruppe“ mit der System-Nr. 03.07.01 innerhalb der Unterabteilung „Sulfosalze mit dem Verhältnis z/y = 2 und der Zusammensetzung (A+)i(A2+)j[ByCz], A = Metalle, B = Halbmetalle, C = Nichtmetalle“ zu finden.

## Modifikationen und Varietäten
Matildit (β-AgBiS2) ist die hexagonale Tieftemperaturmodifikation der Verbindung AgBiS2. Bei Temperaturen oberhalb von 210 °C geht diese in die kubische Phase α-AgBiS2 über (Schapbachit). Diese Struktur ist vom gleichen Typ wie die von PbS und beide Verbindungen bilden bei Temperaturen oberhalb von 210 °C eine lückenlose Mischungsreihe. Beim Abkühlen entmischen sich solche Mischkristalle und bilden die typischen orientierten Verwachsungen von Matildit und Galenit.
Bleigehalte von ca. 20 Atom-% der Kationen stabilisieren die kubische Struktur auch bei niedrigen Temperaturen. Schapbachit wurde daher später umdefiniert und bezeichnet heute ein ternäres Sulfosalz mit kubischer PbS-Struktur und der empirisch ermittelten Zusammensetzung Ag0,80Pb0,35Bi0,81S2 bzw. vereinfacht Ag(Bi,Pb)S2.

## Bildung und Fundorte
Matildit bildet sich in hydrothermalen Lagerstätten bei hohen bis mittleren Temperaturen sowie in Pegmatiten. Die meist mikroskopisch kleinen Kristalle oder derben Massen finden sich eingewachsen in Quarz oder in Aggregaten zusammen mit Arseniden (Cobaltit, Gersdorffit, Pararammelsbergit, Rammelsbergit, Safflorit, Skutterudit), Sulfiden (Arsenopyrit, Chalkopyrit, Galenit, Hessit, Pyrit, Sphalerit, Tetradymit) und Sulfosalzen (Pavonit, Aikinit, Bismuthinit, Tetraedrit, Stannit) sowie gediegenen Bismut und Silber. Mehrfach beschrieben sind Verwachsungen von Matildit und Bismut.
Als eher seltene Mineralbildung kann Matildit an verschiedenen Fundorten zum Teil zwar reichlich vorhanden sein, insgesamt ist er aber wenig verbreitet. Als bekannt gelten bisher (Stand: 2012) rund 170 Fundorte. Neben seiner Typlokalität Mine Matilda (Morococha, Department Junín) trat das Mineral in Peru noch in der Mine Cerro de Pasco bei Simón Bolívar in der Region Pasco auf.
In Deutschland fand sich Matildit an verschiedenen Orten im Schwarzwald (Schapbach, Oberwolfach) in Baden-Württemberg; im Bayerischen Wald (Silberberg bei Bodenmais), bei Hagendorf (Waidhaus) und Wölsendorf (Schwarzach bei Nabburg) in Bayern und bei Ehrenfriedersdorf (Sauberg, Schneeberg) auf.
In Österreich konnte das Mineral vor allem in Kärnten, genauer an verschiedenen Fundpunkten in der Goldberggruppe und im Pöllatal, nachgewiesen werden. Daneben trat es aber auch in der Grube Erzwies im Gasteinertal und in mehreren Gruben der Gemeinde Rotgülden im Bezirk Tamsweg (Lungau) in Salzburg sowie bei St Veit/Telfs in Nordtirol gefunden werden. In der Schweiz sind bisher nur die Fundorte Formazzolo Alp im Calnègiatal (Tessin) und Gondo (Wallis) bekannt.
Weitere Fundorte liegen unter anderem in Argentinien, Australien, Bolivien, Bulgarien, Chile, China, Frankreich, Griechenland, Grönland, Iran, Italien, Japan, Kanada, Mexiko, Polen, Portugal, Norwegen, Rumänien, Russland, Schweden, der Slowakei, Spanien, Südkorea, Tadschikistan, Tschechien, Tunesien, Türkei, Ungarn, im Vereinigten Königreich (Großbritannien) und den Vereinigten Staaten von Amerika (USA).

## Kristallstruktur
Matildit kristallisiert trigonal in der Raumgruppe P3m1 (Raumgruppen-Nr. 164) mit den Gitterparametern a = 4,07 Å und c = 19,06 Å sowie 3 Formeleinheiten pro Elementarzelle.
Die Struktur von Matildit kann, ebenso wie die von Galenit und Schapbachit, von der Natriumchloridstruktur abgeleitet werden. Jedes Schwefelion ist von sechs Kationen umgeben und jedes Kation (Ag, Bi) von sechs Schwefelanionen. Die Schwefelatome markieren die Ecken eines leicht verzerrten Oktaeders, in dessen Zentrum sich das Kation befindet (oktaedrische Koordination).
Die AgS6-Oktaeder sind untereinander über gemeinsame Kanten zu Schichten verbunden. Gleiches gilt für die BiS6-Oktaeder. Diese Schichten sind in Richtung der kristallographischen c-Achse alternierend übereinander gestapelt. Herbei sind die AgS6- Oktaeder einer Schicht über gemeinsame Kannten mit den BiS6-Oktaedern der umgebenden Schichten verknüpft.